# Шосе 10 (Саудівська Аравія)
Шосе 10 (англ. Highway 10) — швидкісна дорога, розташована на півдні губернаторства Аль-Ахса в Королівстві Саудівська Аравія, з'єднує прикордонний пункт Ель-Гарбія з Об'єднаними Арабськими Еміратами та губернаторством Аль-Дарб у регіоні Джазан на Саудівсько-єменський кордон. Дорога з'єднує шосе № 75 в регіоні Харадх і шосе № 95 на заході Королівства Саудівська Аравія, проходячи через пустелю Емпті Куотер і досягаючи прикордонного переходу Аль-Бата з Об'єднаними Арабськими Еміратами. Загальна довжина дороги становить 240 кілометрів (149 миль), і дорога має пряму форму без будь-яких поворотів, ні ліворуч, ні праворуч, або будь-яких помітних нахилів під час руху вгору чи вниз. Шосе № 10 зареєстровано в Книзі рекордів Гіннесса як найдовша пряма дорога у світі, на другому місці ймовірно знаходиться Ейр Роуд (англ. Eyre Road) у Австралії, довжиною 146 кілометрів (90,72 милі).
Шосе № 10 починається на перехресті з міжнародною прибережною дорогою (шосе 5), потім проходить на схід, повз губернаторство Аль-Дарб і йде на північ, повз Абха, Хаміс- Мушайт, Татліт, Ель-Хамсін, Ель-Сулайл, Ель-Хардж і Харад і продовжує напрямок на схід, де закінчується на кордоні Саудівської Аравії з Об'єднаними Арабськими Еміратами біля виходу Бата.